# Aleh Wieraciła
Aleh Uładzimirawicz Wieraciła (Алег Уладзіміравіч Вераціла, ur. 10 lipca 1988 w Nowosiołkach) – białoruski piłkarz występujący na pozycji obrońcy w klubie Isłacz Minski Rajon. Wychowanek Dynamy Mińsk. Były reprezentant Białorusi.